# Морски десант в Балчик през 1916 година
Морският десант в Балчик през 1916 година е първият морски десант на военноморския флот на България и успешна военна операция, проведена на 5 септември 1916 година в крайбрежната ивица на градовете Балчик и Каварна.

## История
През 1915 година България се присъединява към Централните сили, вече водещи военни действия в обявената война. На 17 август 1916 г. Румъния се обявява на страната на съглашенските сили, подписва договор с Антантата и на 27 август 1916 г. обявява война на Австро-Унгария. Така двете съседни държави се оказват в два воюващи противникови блока. В Добруджа Румъния създава непревзимаеми силно укрепени пунктове и в очакване на силна руска военна подкрепа по суша и по море, румънската войска се подготвя за атака „напред, в сърцето на България!“.
В продължение на 11 месеца, за да защити целостта и неприкосвеността на българската граница, Трета българска армия е разположена по границата с Румъния, като в очакване на настъпление в територията на България, се подготвят отбранителни позиции чрез прокопаване на окопи и прокарване на пътища по целия фронт с дължина 200 километра от Дунав до Черно море. Равнинният добруджански терен е крайно неблагоприятен за водене на отбранителни действия, което налага в предварителната подготовка да се извършва и изсичане на малки горички. По приморската ивица и морето се предприемат действия за отбранителна позиция спрямо действия на руската армия и флот.
Още в края на август 1916 г. отряд кораби от руския черноморски флот се базира в Кюстенджа (дн. Констанца). На 1 септември 1916 г. България обявява война на Румъния. Този изпреварващ акт е необходим за успешно провеждане на военната кампания в Добруджа, поради това, че румънската страна, след включването си към Антантата, струпва значителни военни сили в района. Освен предоставяното на пристанище Кюстенджа за база на руски военни кораби, в Добруджа навлизат руски дивизии пехота и конница и се планира значително увеличаване на руската армия между Дунав и Черно море. В навечерието на военните действия, Трета армия от подчинение на Щаба на действащата армия, преминава на подчинение на щаба на командващия Дунавския фронт на Централните сили фелдмаршал Аугуст фон Макензен. Военните действия започват на 2 септември 1916 г.
За провеждането на военни действия срещу Румъния, Трета българска армия под командването на генерал-лейтенат Стефан Тошев започва енергична офанзива на Добруджанския (известен и като Северен) фронт срещу румънските войски. За осигуряването на мащабната настъпателна операция, преди пристигането на планираните от Съглашението големи руски сили, се включват и силите на морската авиация и военноморския флот, които с действията си трябва да осигурят десния фланг на пехотата в приморското направление на добруджанския бряг.

## Разузнаване
Активни действия по разузнаването, свързани с десанта на български войски в Балчик и Каварна, започват с обявяването на война на Румъния на 1 септември 1916 г. За целта е използвана морската авиация, базирана във Водосамолетна станция „България“, разположена на брега на Варненското езеро. Проведено е въздушно разузнаване над гр. Балчик с аерофотографиране на румънски брегови батареи и разположението на пехотни войскови части. Извършен е и втори разузнавателен полет над локализираните две брегови батареи и се установява, че в тяхна защита и защита на бреговата ивица допълнително са разположени три дружини, три батареи и взвод моряци. На 3 септември 1916 г. в 13 ч. и 30 мин., по заповед на щаба на флота, под командването на капитан-лейтенант Рашко Серафимов, отряд от миноносци (произведени във френската фирма „Шнайдер и сие“), в състав „Шумни“, „Храбри“, „Летящи“, и „Строги“ и съпровождани от два хидроплана, извършват разузнаване към Балчик и Каварна. Двадесет и четири часа по-късно германски хидроплани „Фридрихсхафен“ (на немски: Friedrichshafen FF.33E) от Водосамолетната станция в бойни полети, предприемат въздушни нападения над Балчик. Целта е не само да се атакува, но и да се съберат нови разузнавателни сведения за разположението на противника. В резултат на въздушната атака се изготвят скици за укрепените звена на противника. Бомбардировките чрез въздушните атаки предизвикват паника, дезорганизация и бягство на личния състав от румънски защитници, организиращи нови батарейни позиции и на практика с действията се военните летци са оказали огромен психологичен ефект деморализиращ румънските защитници на добруджанската крайбрежната ивица.

## Провеждане на морския десант
При провеждането на десанта военноморското командване за първи път ръководи и координира действията на разнородни бойни сили за нападения – пехота, кораби и самолети, като всичко е подчинено за успеха на операцията. Флотското командване оценява правилно съотношението на силите, превъзхождащите възможности на неприятеля по суша и море, и използва сполучливо внезапността и тактическите бойни възможности на всяка една от бойните единици. По време на десанта единствената българска подводница UB-18 участва като патрулира непрекъснато от 1 до 6 септември край добруджанския бряг, за да не допусне неприятелски кораби за оказване помощ на частите в Балчик и Каварна.
На 5 септември 1916 в полунощ от Варна потегля отряд от пет миноносеца с 3 големи гребни лодки, теглени на буксир. Час и половина по-късно „Смели“ и „Строги“ стоварват войски на балчишкия бряг, а останалите миноносци стоварват войски в Каварна. Калиакранската команда е подсилена и от допълнително превозените войници от „Смели“. Общата численост на отряда, участващ в десанта е 235 души, като в следващите два дни с миноносците са прехвърлени войниците от Портовата дружина на флота, състояща се от 466 войници и крайбрежно-наблюдателната рота от 44 войници. Общо участниците в първия български морски десант са 745 войници и офицери.
Паниката и дезорганизацията, предизвикани предния ден от въздушните атаки и дебаркирането и устремната атака на пехотата в ранните часове на деня, са довели до пълна дезорганизация и паническо бягство всред защитниците. В резултат на тактически правилно построената концепция за организация и развитие на настъпателната операция, целенасочените действия и доброто тактическо взаимодействие между различните родове войски – авиацията, флота и пехотата, без бой и без загуби в личния състав и бойната техника за българската войска, град Балчик е овладян при паническо бягство на румънските защитници. Независимо от риска за водене на бойни действия с противник, превъзхождащ по численост, бойна техника и изгодна отбранителна позиция, операцията завършва успешно за българската флота и войска.

## Тактически предимства
Флотското командване с началник-щаба на българския военноморски флот, капитан-лейтенант Димитър Альов, използва важен принцип при провеждане на десанта – внезапността. При планиране на военната операция са използвани най-модерните средства за разузнаване, основаващи се тогавашната военна техника – въздушно разузнаване чрез облитане със самолети на позициите на противника и аерофотографията. Липсата на кораби с големокалибрена артилерия и невъзможността да се проведе предварителна артилерийска подготовка, е компенсирано от въздушната бомбардировка. Хидропланите като ново бойно средство по онова време, с неколкократните атаки с бомби на румънските позиции, причиняват паника и деморализират защитниците. Тази тактическа новост за военните командвания през 1916 година е новаторска тенденция при решенията на военноморския щаб, и с тези действия при провеждане на десанта, както се доказа по-късно, отбраната на противника е отслабена, разстроена и е в невъзможност да се противопостави при стоварването на десанта. От тактическа гледна точка, въздушното разузнаване, предварителната бомбардировка от хидропланите и осъществяването на десанта през нощта, дезорганизира противника, с което губи инициативата за провеждане на каквито и да била съпротива и е в невъзможност да реализира огромното си предимство по море и защитни стрелкови позиции по брега.

## Резултати
При настъплението към гр. Добрич в с. Баладжа българската войска намира жестоко убити и разчленени от румънците труповете на 50 жени и деца. В това направление решително и с вихрена атака на конницата и пехотата под командването на генерал Кантарджиев, румънските войски са обърнати в паническо бягство, изоставяйки оръжието и мунициите си на бойното поле. На 4 септември в 16 часа е превзет гр. Добрич. Успешният морски десант сутринта на 5 септември 1916 г. в Балчик и Каварна е принос на флота в победоносната кампания на Трета българска армия на Добруджанския фронт през 1916 година. Превземането на добруджанското крайбрежие и установяване на контрол на линията Балчик-Каварна, не позволява на противника да предприеме обход и военни действия от изток в гърба на напредващата българска войска към Добрич. Навсякъде българските войници и моряци са посрещнати като освободители с възторг и въодушевление от населението. Създават се органите на местната власт с организирането на общински съвети, а патриотичния подем обхваща местното население и започва записване за участие в българската войска.